# Фантина Прима (Фођа)
Фантина Прима (итал. Fantina Prima) је насеље у Италији у округу Фођа, региону Апулија.
Према процени из 2011. у насељу је живело 129 становника. Насеље се налази на надморској висини од 8 м.